# Пряженцов, Александр Михайлович
Александр Михайлович Пряженцов (1904-1960) — ефрейтор Рабоче-Крестьянской Красной армии, участник Великой Отечественной войны, полный кавалер ордена Славы.

## Биография
Александр Михайлович Пряженцов родился 12 сентября 1904 года в деревне Вязовка (ныне — Ковернинский район Нижегородской области). После окончания начальной школы работал в колхозе. С началом Великой Отечественной войны был призван на службу в Рабоче-Крестьянскую Красную Армию. С сентября того же года — на фронтах Великой Отечественной войны. Воевал телефонистом управления 3-го дивизиона 890-го артиллерийского полка 330-й стрелковой дивизии 49-й армии. Неоднократно отличался в боях.
18 декабря 1943 года к юго-востоку от Могилёва Пряженцов, находясь в боевых порядках пехоты, около полутора десятка раз устранял повреждения телефонных линий, обеспечивая бесперебойную работу связи. В критический момент боя вызвал огонь полковой артиллерии, благодаря чему удалось отразить атаку врага с фланга. За это Пряженцов был удостоен ордена Славы 3-й степени.
8 июля 1944 года в районе деревни Самохваловичи Минского района Минской области Белорусской ССР Пряженцов лично уничтожил 5 вражеских солдат и заставил ещё 1 сдаться в плен. В тот день он также устранил до 20 повреждений телефонного кабеля. За это он был награждён орденом Славы 2-й степени.
29 марта 1945 года при штурме города Данцига им было восстановлено до 18 разрывов на телефонной линии. При отражении немецкой контратаки Пряженцов лично уничтожил 7 вражеских солдат. 15 мая 1946 года Указом Президиума Верховного Совета СССР он был удостоен ордена Славы 1-й степени.
После окончания войны был демобилизован. Вернулся на родину, работал в колхозе. Умер 26 июля 1960 года, похоронен на кладбище села Белбаж Ковернинского района Нижегородской области.

## Награды
- Орден Славы 1-й степени (29.05.1946);
- Орден Славы 2-й степени (27.07.1944);
- Орден Славы 3-й степени (22.01.1944);
- Две медали «За отвагу» (30.07.1943, 04.09.1943);
- Медалью «За боевые заслуги» (10.07.1943).